# 점동면
점동면(占東面)은 경기도 여주시의 면이다.

## 개요
점동면은 선사시대 유적지인 탄화미, 집터(흔암리 소재)와 선돌(처리 소재)이 보존된 지역으로, 여주시의 최남단에 위치하여 강원특별자치도 원주시 부론면, 충청북도 충주시 앙성면과 도계(삼도접경지역)를 접한다. 해발 609m의 오갑산과 면 중심을 가르는 청미천은 휴식처로 각광받고 있으며, 농산물로는 쌀, 복숭아, 고구마, 방울토마토가 있다. 흔암리 쌍용거줄다리기와 원부리 답교놀이행사는 여주시의 대표적 민속문화로 그 맥을 이어오고 있다.

## 법정리
- 처리(處里)
- 흔암리(欣巖里)
- 도리(道里)
- 삼합리(三合里)
- 장안리(長安里)
- 사곡리(沙谷里)
- 현수리(玄水里)
- 당진리(唐辰里)
- 청안리(淸安里): 면행정복지센터 소재지
- 부구리(富九里)
- 덕평리(德平里)
- 원부리(元富里)
- 뇌곡리(雷谷里)
- 관한리(寬閑里)
- 성신리(聖莘里)

## 문화재
- 여주 흔암리 선사유적 - 흔암리 소재, 경기도 기념물 제155호
- 민진장 묘역 - 부구리 소재, 경기도 기념물 제199호